# Guavaberry Emporium
Guavaberry Emporium is een winkel van een vruchtenlikeurfabriek op basis van de  guavebes in Philipsburg in Sint Maarten. Guavaberry wordt officieus beschouwd als de nationale drank van Sint Maarten. De winkel heeft sinds 2005 een monumentenstatus.

## Geschiedenis
De guavabes is een bes die in het wild voorkomt in het Caraïbisch gebied, en in Midden-Amerika, maar die waarschijnlijk in de heuvels van het midden van Sint Maarten het meest voorkomt. De bes moet niet worden verward met de guave.
De bessen zijn geel-oranje of donkerrood. Volgens de experts is er een subtiel verschil in smaak tussen de twee varianten. Het kan rauw worden gegeten, maar heeft een zurige smaak. De bessen kunnen worden gebruikt om jam mee te maken, maar op Sint Maarten en de Deense Maagdeneilanden (nu: Amerikaanse Maagdeneilanden) ontdekte men dat de bes aan rum kan worden toegevoegd om een vruchtenlikeur te maken.
In de jaren 1830 werd het gebouw van Guavaberry Emporium gebouwd in cederhout. Het was eerst gebruikt als woonhuis van de gouverneur, later als een restaurant, en tegenwoordig is het officiële verkooppunt van de vruchtenlikeur. Achter de winkel bevinden zich de restanten van een synagoge die in 1781 verlaten was, en in 1819 was ingestort tijdens een orkaan.
De guavaberry werd een populaire drank op Sint Maarten en de Deense Maagdeneilanden en werd met name gedronken rond de kerstcyclus. Vanuit Saint Thomas werd de vruchtenlikeur geëxporteerd naar Denemarken.

## Galerij

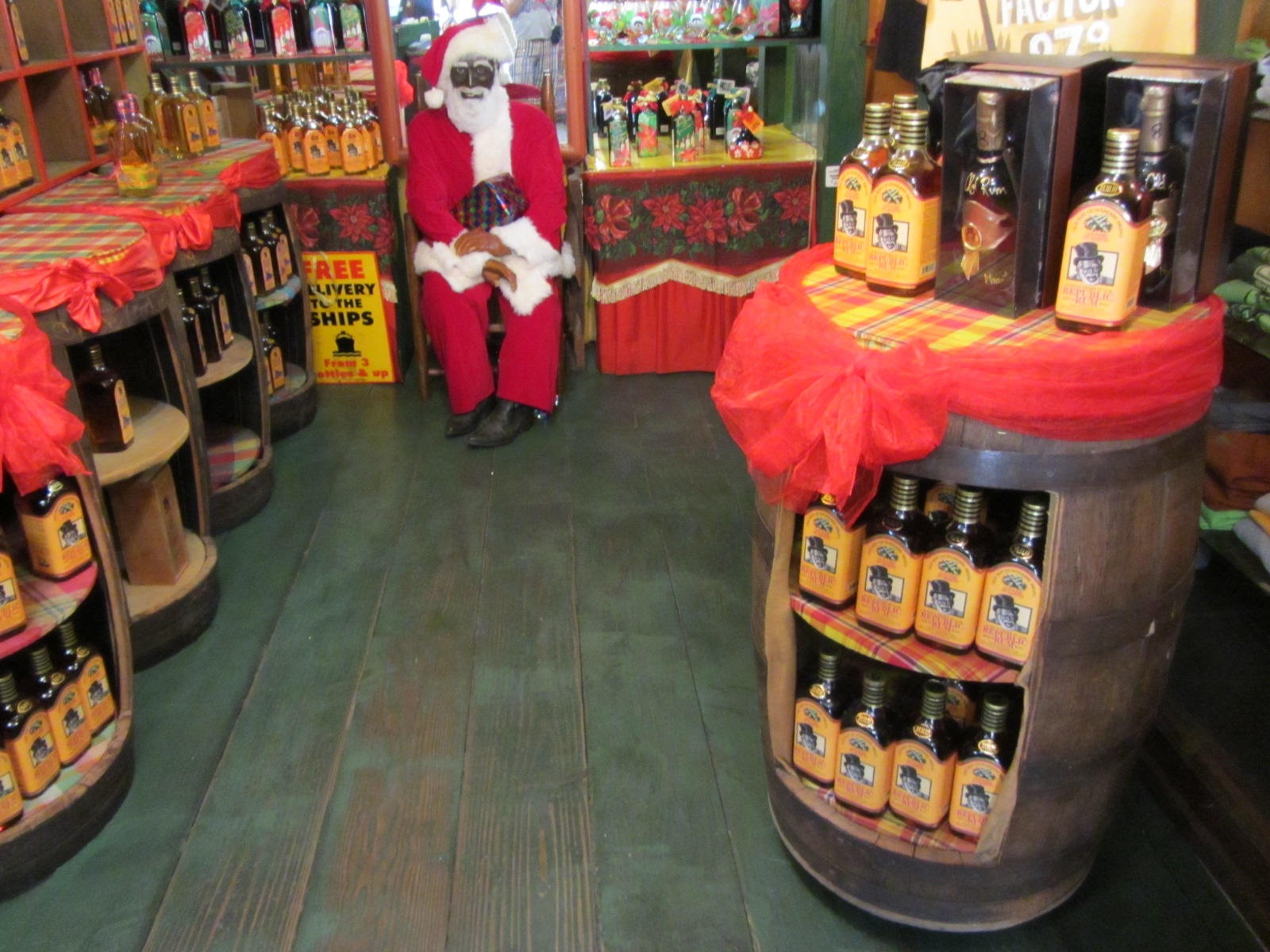
Santa Claus in de winkel
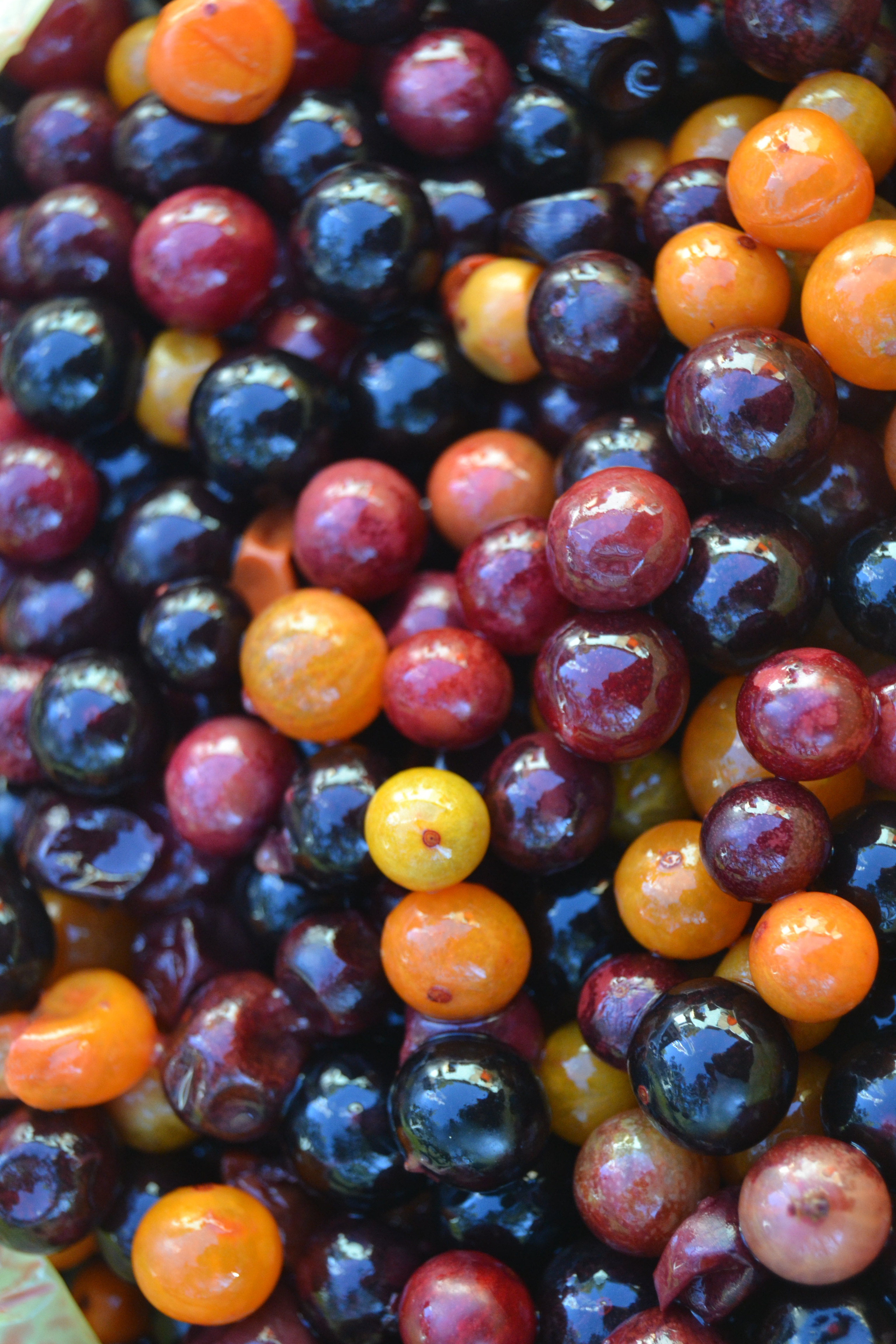
Guavabessen
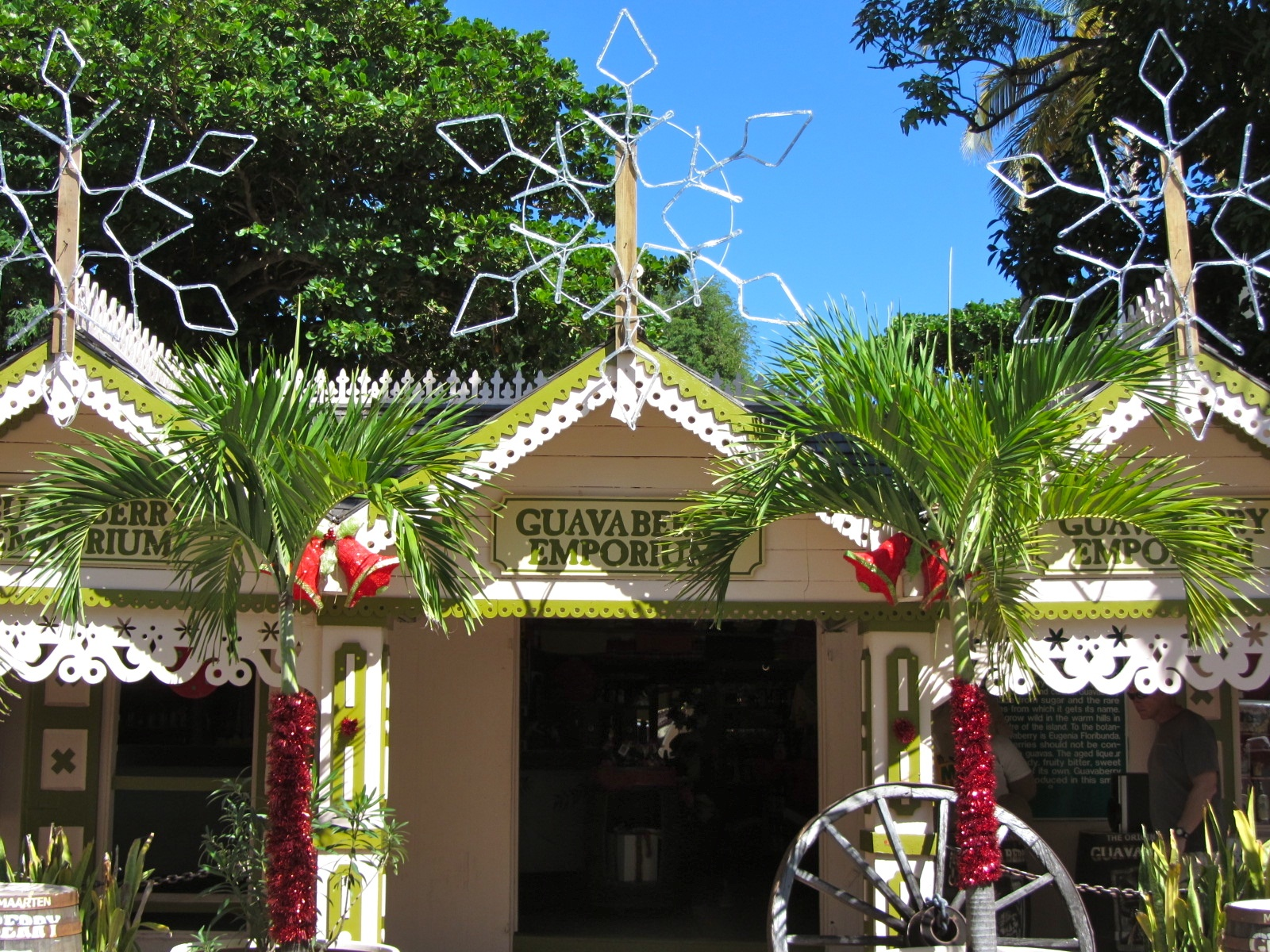
Voorkant winkel
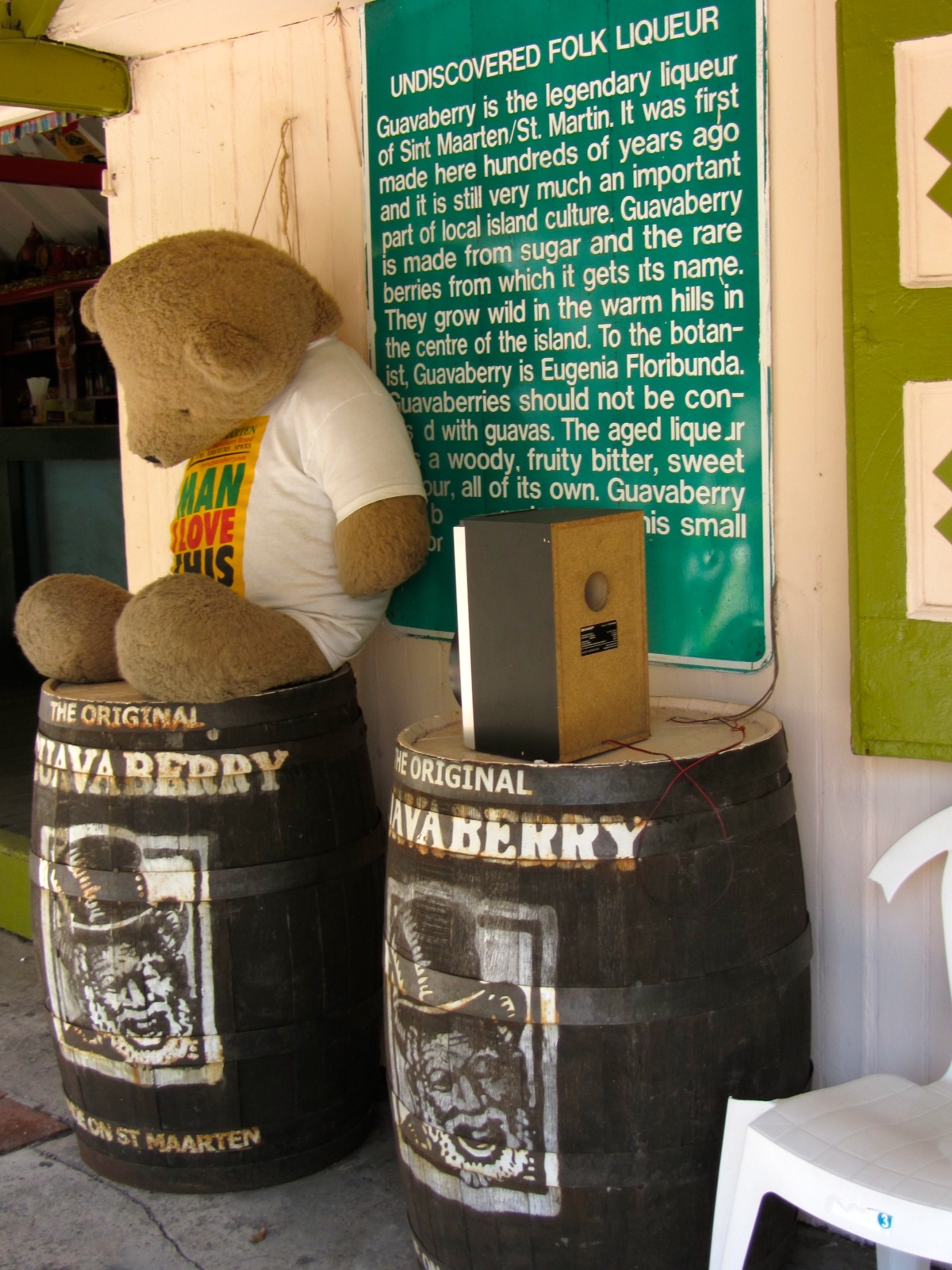
Teddybeer op likeurton